# الحركة الجمالية

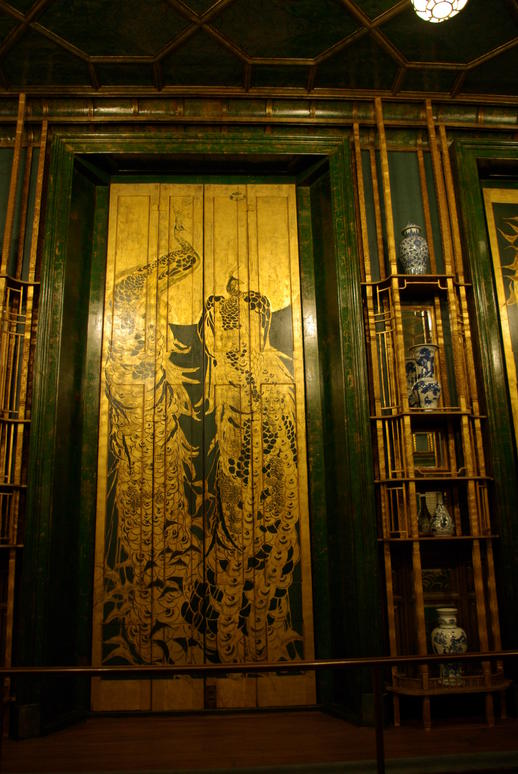

الجمالية -أيضًا تُعرف بالحركة الجمالية- هي حركة فكرية وفنية تهدف إلى التركيز على القيم الجمالية أكثر من الموضوعات الاجتماعية السياسية للأدب والفنون الجميلة والموسيقى والفنون الأخرى. ما يعني أن الأعمال الفنية في هذه الحركة بالذات كان يُراد أن تكون جميلة بدلًا من أن يكون لها معنى أعمق، «الفن من أجل الفن».
كانت الحركة بارزة خصوصًا في أوروبا خلال أواخر القرن التاسع عشر، ودعمتها شخصيات بارزة مثل والتر باتر وأوسكار وايلد، وكان نقاد معاصرين أكثر ارتباطًا بالحركة، مثل هارولد بلوم، الذي عارض إدخال الأيديولوجيات الاجتماعية والسياسية في الأعمال الأدبية وكان يعتقد أنها مشكلة متنامية في أقسام العلوم الإنسانية خلال القرن العشرين.

## أدب الحركة الجمالية
تأثر الكتاب الانحطاطيون البريطانيون كثيرًا بأستاذ جامعة أوكسفورد والتر باتر ومقالاته المنشورة في الفترة 1867-1868، التي ذكر فيها أن الحياة يجب أن تُعاش بتكثيف مع المثل العليا للجمال. وقد حظيت دراساته في تاريخ عصر النهضة (1873) بتقدير جيد من الشباب المهتمين بالفن في أواخر القرن التاسع عشر. استخدم كتّاب حركة الانحلال شعار «الفن من أجل الفن» الذي ما زال هناك خلاف على أصله. يدعي البعض أن الفيلسوف فيكتور كوزين هو من استحدثه، مع أن أنجيلا ليتون في كتابها الشكل: الشعر، والجمالية وأثر الكلمة (2007) تشير إلى أن العبارة استخدمها بنيامين كونستانت في وقت مبكر من 1804. من المتفق عليه عمومًا أن تيوفيل جوتييه هو من روج للعبارة، وفسّر العبارة بالإشارة إلى عدم وجود أي ارتباط حقيقي بين الفن والأخلاق.
يميل فنانو وكُتاب النمط الجمالي إلى الإقرار بأن الفن يجب أن يوفر متعة حسية سامية، بدلاً من نقل الرسائل الأخلاقية أو العاطفية. ونتيجةً لذلك، لم يقبلوا تصور جون روسكين وماثيو أرنولد وجورج ماكدونالد للفن أنه شيء أخلاقي أو مفيد، «الفن من أجل الحقيقة». بدلًا من ذلك، اعتقدوا أن الفن ليس له أي غرض تعليمي. يجب فقط أن يكون جميلًا.
طور الرواد حسهم الجمالي، الذي عدوه العامل الأساسي للفن. وأكدوا أن الحياة يجب أن تعكس الفن. اعتبروا الطبيعة خامًا وتفتقر إلى الأسلوب عند مقارنتها بالفن. كانت الخصائص الرئيسية للأسلوب الجمالي، الاقتراح بدلًا من الوضوح، والحسية، والاستخدام الكبير للرموز، والتأثيرات التركيبية/المثالية، أي العلاقات بين الكلمات والألوان والموسيقى. واستُخدمت الموسيقى لترسيخ المزاج.
شمل أسلاف الحركة جون كيتس وبيرسي شيلي، وبعض مما قبل رافائيل. هناك بعض نقاط الوصل المهمة بين فلسفة ما قبل رافائيل وفلسفة الجماليات: التفاني في فكرة «الفن من أجل الفن»، الإعجاب بالجمال والسعي المستمر من أجله، الهروب من خلال الفنون البصرية والأدبية، حرفية دقيقة واعية للذات، المصلحة المتبادلة في دمج فنون وسائل الإعلام المختلفة. تم الترويج لهذه الفكرة النهائية في قصيدة الفن لتيوفيل جوتييه، الذي قارن الشاعر بالنحات والرسام. يرتبط دانتي جابرييل روسيتي وإدوارد بورن جونز ارتباطًا وثيقًا بالجمالية. ومع ذلك، فإن نهجهم في الجمالية لم يشترك في عقيدة «الفن من أجل الفن» أو بالأحرى إعادة استحداث حماسي لمبادئ اللون والجمال والحب والنقاء التي كان عالم منتصف القرن التاسع عشر الباهت بحاجة إليها كثيرًا.
هذا التأكيد للجمال في عالم باهت يرتبط أيضًا في فترة ما قبل رافائيل بالفرار من الحياة إلى الفن والشعر.
في بريطانيا، كان أفضل ممثلي الحركة أوسكار وايلد وألجيرنون تشارلز سوينبورن، وكلاهما تأثر بالرمزية الفرنسية، وجيمس ماكنيل ويسلر ودانتي غابرييل روسيتي. نُقد أسلوب الحركة وهؤلاء الشعراء في الأوبرا الهزلية «الصبر» التي كتبها جيلبرت وسوليفان، وأعمال أخرى مثل مسرحية إف. سي. برنارد وعنوانها الكولونيل، وفي المجلات الهزلية مثل «اللكمة» وخصوصًا في أعمال جورج دو مورييه.
تستخدم رواية «كومبتون ماكنزي سينستر ستريت» النوع الأدبي مرحلةً يمر بها بطل الرواية إذ يتأثر بأفراد كبار السن ومنحطين. تصف روايات «إيفلين وو» الجماليات في الغالب بطريقة ساخرة. بعض الأسماء الأخرى هي روبرت بايرون، إيفلين ووج، هارولد أكتون، نانسي ميتفورد، إيه إي هاوسمان وأنتوني باول.

## الفنون البصرية الجمالية
من بين الفنانين المرتبطين بالأسلوب الجمالي سايمون سولومون وجيمس ماكنيل وستلر ودانتي جابرييل روسيتي وأوبري باردسلي. مع أن عمل إدوارد بيرن جونز عرض في معرض غروسفينور الذي روج للحركة، يحتوي أيضًا على السرد وينقل الرسائل الأخلاقية أو العاطفية، ومن ثم يقع خارج التعريف المحدد للحركة.

## الفنون الزخرفية والحركة الجمالية
وفقًا لكريستوفر دريسر، فإن العنصر الأساسي في فن الديكور هو المنفعة والاستخدام. لا يمكن تطبيق مبدأ «الفن من أجل الفن»، الذي يُعرّف الفن أو الجمال عنصرًا أساسيًا في الفروع الأخرى للحركة الجمالية، وخاصة الفنون الجميلة، في هذا السياق. أي أن الفن الزخرفي يجب أن يكون له فائدة أولًا، لكنه قد يكون جميلًا أيضًا. ومع ذلك، وفقًا لمايكل شندلر، فرع الفن الزخرفي للحركة الجمالية، كان أقرب للمنفعة من الفكرة الرئيسية «الجمالية البحتة»، من أكثر الوسائل التي مارس بها رواد الحركة استراتيجياتهم الجمالية الأساسية، الفن المعاصر، إذ يكتب شندلر أن الجمالية ولدت من «معضلة تشكيل حياة المرء من خلال ربطها بالعمل الفني الخارجي، وأنها حاولت التغلب على هذه المشكلة بتضمين الفنانين في أعمالهم عناصر حياتية أكثر من مجرد أشياء على أمل تكوين أعمال فنية حية».
تحددت العناصر المهمة للحركة الجمالية بأنها الإصلاح والفن الشرقي. تأسست المدارس الحكومية للتصميم من سنة 1837 فصاعدًا لتحسين تصميم البضائع البريطانية. بعد المعرض الكبير عام 1851، تم تكثيف الجهود وشراء أعمال شرقية للمدارس. طُلب من أوين جونز، المهندس المعماري والمستشرق تحديد المبادئ الرئيسية للتصميم وأصبحت هذه ليس فقط أساسًا لتدريس المدارس ولكن أيضًا الأساسيات التي تسبق قواعد الزخرفة (1856)، التي لا تزال تعد أفضل دراسة منهجية أو كتاب مرجعي عملي لتاريخ الزخرفة في العالم.
حدد جونز الحاجة إلى أسلوب جديد وحديث يلبي متطلبات العالم الحديث، بدلًا من إعادة التدوير المستمر للأنماط التاريخية، لكنه لم ير أي سبب لرفض دروس الماضي. عمل كريستوفر دريسر، وهو طالب وأستاذ لاحق في المدرسة مع أوين جونز على قواعد الزخرفة، وكذلك على زخرفة المحاكم الشرقية (الصينية واليابانية والهندية) سنة 1863 في متحف جنوب كنسينغتون، وقد قدم البحث عن أسلوب جديد مع منشوريه في فن التصميم الزخرفي 1862، ومبادئ التصميم 1873.
اقتصر إنتاج أثاث الحركة الجمالية على أواخر القرن التاسع عشر تقريبًا. يتميز أثاث الحركة الجمالية بعدة أنماط شائعة:
- استخدام الخشب الأسود مع إضافات ذهبية.
- تأثير طابع الشرق الأقصى.
- الاستخدام البارز للطبيعة، خاصةً الزهور والطيور وأوراق الجنكة وريش الطاووس.
- الأزرق والأبيض على الخزف، وغيرها.

سنة 1882، زار أوسكار وايلد كندا، حيث قام بجولة في بلدة وودستوك، أونتاريو وألقى محاضرة في 29 مايو بعنوان «البيت الجميل». ركزت هذه المحاضرة بالتحديد على الحركة الفنية الجمالية المبكرة، والمعروفة أيضًا بأسلوب الفن «الجمالي الزخرفي»، إذ استُخدمت النباتات بوصفها جميلة ومنسقة، وشائعة لتزيين الأسقف. يمكن رؤية ذلك في موقع أناندال التاريخي الوطني، الموجود في تيلسونبرج، أونتاريو، كندا. أُنشئ المنزل سنة 1880 وزينته ماري آن تيلسون، التي صادف أنها حضرت محاضرة أوسكار وايلد في وودستوك، وتأثرت بها.
نظرًا إلى أن حركة الفن الجمالي كانت سائدة فقط من نحو عام 1880 حتى 1890، لا توجد أمثلة كثيرة باقية حتى الآن لهذا التصميم الخاص، لكن أحد الأمثلة على ذلك هو 18 ستافورد تراس، لندن، الذي يوفر نظرة دقيقة لكيفية استقبال الطبقات المتوسطة لمبادئ الحركة الجمالية.